# Brady Breeze
Brady James Breeze (Medford, 9 ottobre 1997) è un giocatore di football americano statunitense che milita nel ruolo di safety per i Detroit Lions della National Football League (NFL).

## Carriera

### Tennessee Titans
Breeze al college giocò a football a Oregon. Fu scelto nel corso del sesto giro (215º assoluto) nel Draft NFL 2021 dai Tennessee Titans. Fu inserito in lista infortunati il 3 settembre 2021 e tornò nel roster attivo il 19 ottobre. Fu svincolato l'11 dicembre 2021.

### Detroit Lions
Il 13 dicembre 2021 Breeze firmò con i Detroit Lions. La sua stagione da rookie si chiuse con 9 presenze, 5 con i Titans e 4 con i Lions, con 6 tackle.